# Harpactocrates ravastellus
Harpactocrates ravastellus är en spindelart som beskrevs av Simon 1914. Harpactocrates ravastellus ingår i släktet Harpactocrates och familjen ringögonspindlar. Inga underarter finns listade i Catalogue of Life.